# 아일랜드 공화국 (1919년~1922년)
아일랜드 공화국(아일랜드어: Poblacht na hÉireann 포블라크트 너 에런, 영어: Irish Republic 아이리시 리퍼블릭[*])은 1919년 1월 그레이트브리튼으로부터의 독립을 선언한 혁명정체다. 아일랜드섬 전역을 영토로 삼는다고 했지만 32개 주 중 21개 주만 통제했으며, 동북부와 코크, 더블린 외 여러 대도시에는 영국군이 진주해 있었다.
1916년 부활절 봉기 때 아일랜드 공화주의자들이 더블린 시내를 장악하고 아일랜드 공화국 선포를 한 것에 그 기원을 둔다. 봉기는 진압되었으나 살아남은 봉기 참여자들은 신페인당 아래 재결집하여 공화국 수립을 위한 투쟁을 계속했다. 신페인당은 1918년 총선거에서 다수 의석을 확보했고, 1919년 1월 21일 더블린에서 의회를 결성했다. 뒤이어 내각과 사법부, 경찰력도 출범했다. 한편 아일랜드 의용군이 신생 의회에 편입되어 아일랜드 공화국군(IRA)으로 개칭하고 영국군을 공격하면서 아일랜드 독립전쟁이 개시되었다.
1921년 12월 6일 영국-아일랜드 조약으로 독립전쟁이 끝났고, 1922년 12월 6일 의회에서 조약이 승인되었다. 조약에 따라 임시정부가 수립되었으나 아일랜드 공화국 의회내각은 얼마간 임시정부와 함께 공존했다. 1922년 12월 6일 32개 중 26개 주가 아일랜드 자유국이라는 이름의 자치령이 되면서 아일랜드 공화국은 폐지되었다. 1920년 아일랜드 정부법에 의해 아일랜드섬은 분단되었고, 북아일랜드의 6개 주는 그레이트브리튼 북아일랜드 연합왕국의 일부로 남았다.